# Tsuyoshi Kunieda
Tsuyoshi Kunieda (国枝 強, Kunieda Tsuyoshi, Hiroshima, 18 september 1944) is een Japans voormalig voetballer die als verdediger speelde.

## Clubcarrière
In 1963 ging Kunieda naar de Chuo University, waar hij in het schoolteam voetbalde. Nadat hij in 1967 afstudeerde, ging Kunieda spelen voor Toyo Industries. Met deze club werd hij in 1967, 1968 en 1970 kampioen van Japan. Kunieda veroverde er in 1967 en 1969 de Beker van de keizer. In 6 jaar speelde hij er 38 competitiewedstrijden en scoorde 3 goals. Kunieda beëindigde zijn spelersloopbaan in 1972.

## Japans voetbalelftal
Tsuyoshi Kunieda debuteerde in 1969 in het Japans nationaal elftal en speelde 2 interlands.

## Statistieken
| Japans voetbalelftal | Japans voetbalelftal | Japans voetbalelftal |
| Jaar                 | Wed.                 | Dlp.                 |
| -------------------- | -------------------- | -------------------- |
| 1969                 | 2                    | 0                    |
| Totaal               | 2                    | 0                    |